# Passo di Radelj
Il passo di Radelj (662 m s.l.m.; in tedesco: Radlpass, in sloveno: Radeljski prelaz) è un valico alpino che connette Aibl nel distretto di Deutschlandsberg in Stiria con il comune di Radlje ob Dravi della regione della Carinzia.

## Descrizione
La strada del passo inizia nel comune di Aible attraversa l'autostrada A2. È molto utilizzato dal traffico industriale.